# Upoznajući g. Darcyja (2016.)
Upoznajući g. Darcyja, američka romantična drama iz 2016. godine. 

## Sažetak
Mlada nastavnica Elizabeth Scott radila je u privatnoj srednjoj školi. Premda je odlična u poslu, kakvoća njena rada ne odlučujue o njenom radnom mjestu nego bogati i utjecajni roditelji. Jedan od tih roditelja je David Markham koji zbog toga što nije dala prolaznu ocjenu njegovom sinu, radi osvete se potrudi da bude suspendirana. Ostaje bez posla. To ju je dovelo do Donovana Darcyja, zgodnog i arogantnog čovjeka. 